# Tipula (Lunatipula) sublimitata sublimitata
Tipula (Lunatipula) sublimitata sublimitata is een ondersoort van de tweevleugelige Tipula (Lunatipula) sublimitata uit de familie langpootmuggen (Tipulidae). De ondersoort komt voor in het Palearctisch gebied.